# 者兔乡
者兔乡，是中华人民共和国云南省文山壮族苗族自治州广南县下辖的一个乡镇级行政单位。

## 行政区划
者兔乡下辖以下地区：
者兔村、者街村、木乍村、革佣村、斗月村、者妈村、那耐村和者莫村。